# Przełęcz Krzyżowa (Kaukaz)
Przełęcz Krzyżowa (gruz. ჯვრის უღელტეხილი - dżwris ugheltechili, powszechnie: Dżwari, na mapach anglojęzycznych: Jvari pass; 2379 m n.p.m.) – przełęcz w głównym grzbiecie Kaukazu. Stanowi znane od wieków przejście z doliny Tereku na północy do doliny rzeki Aragwi na południu. Jest najwyższym punktem biegnącej tymi dolinami Gruzińskiej Drogi Wojennej. 
Na przełęczy stał kamienny krzyż, wyznaczający najwyższy punkt tej trasy, ustawiony według tradycji w XII w. na polecenie króla Gruzji Dawida IV, znanego jako Dawid Budowniczy. W 1824 r. rosyjski generał Aleksiej Jermołow kazał zbudować na Przełęczy Krzyżowej nowy krzyż z czerwonego kamienia, który zastąpił dawny, zniszczony monument.